# Бішнарат
Бішнара́т (рос. Бишнарат, башк. Бишнарат) — присілок у складі Дюртюлинського району Башкортостану, Росія. Входить до складу Староянтузовської сільської ради.
Населення — 15 осіб (2010; 25 у 2002).
Національний склад:
- татари — 72 %